# V1T0
Paolo Šepić (Mali Lošinj, 1. srpnja 1996.), poznatiji kao V1T0 (stiliziran kao v1t0; izgovara se „Vito“), je hrvatski glazbeni producent, skladatelj, tekstopisac i inženjer zvuka.

## Karijera
Njegova glazbena karijera započinje početkom 2019.-e godine kada je postao članica “WorldStarHipHop-a” i svojim producentskim dodirom obogaćivao glazbene radove Southsidea, Ronny Ja, Ivo Sivo i ostalih.

Suradnja s 808 Mafia-om proširila je riječ o Vitovom radu van granica Hrvatske, te je zbog toga i imao priliku surađivati s drugim facama svjetske hip-hop glazbe i potpisao je ekskluzivni ugovor s WorldStarHipHop-om.

### Producentski tagovi
"Maci, Vito je na traci" izvodi Ivo Sivo. Podrijetlo taga dolazi iz pjesme "Istina 2" izvođača Ivo Sivo.

V1T0 ima nekoliko drugih producentskih tagova koji se također nalaze u njegovoj glazbi.
Neki od drugih tagova uključuju, "La Musica Di Vito" (Sara Cajner), "Vito" (Jaye Neutron).

## Diskografija
- Southside - Blessing (2018.)
- Ronny J - CHANEL FREESTYLE (2019.)
- Ivo Sivo - Istina 2 (2020.)[15]
- Grše - Konobar (2021.)[16]
- Hiljson Mandela - Anubis (2021.)

## Vanjske poveznice
- Službeni kanal na YouTubeu
- Službeni profil na Spotify-u
- Službeni profil na SoundCloud-u
- Službeni profil na Instagram-u
- Službeni profil na Twitter-u
- Producer Voice Tags by V1T0 & Sara Cajner